# Pajusaari (ö i Södra Savolax, S:t Michel, lat 61,83, long 26,75)
Pajusaari är en ö i Finland. Den ligger i sjön Puula och i sjön Puula och i kommunen Hirvensalmi i den ekonomiska regionen  S:t Michel och landskapet Södra Savolax, i den södra delen av landet, 210 km nordost om huvudstaden Helsingfors. Öns area är 7,8 hektar och dess största längd är 480 meter i nord-sydlig riktning.